# 加瓦爾 (亞美尼亞)
40°21′32″N 45°07′36″E / 40.35889°N 45.12667°E

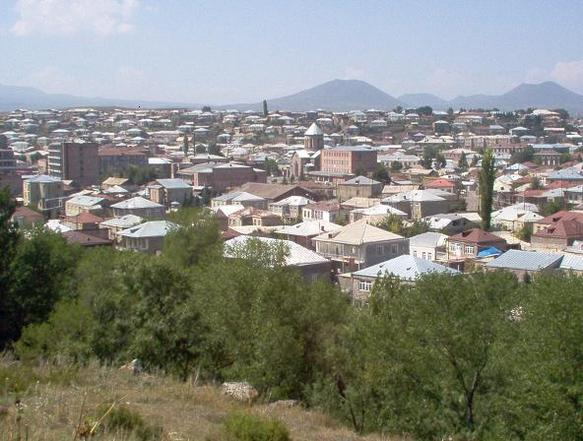

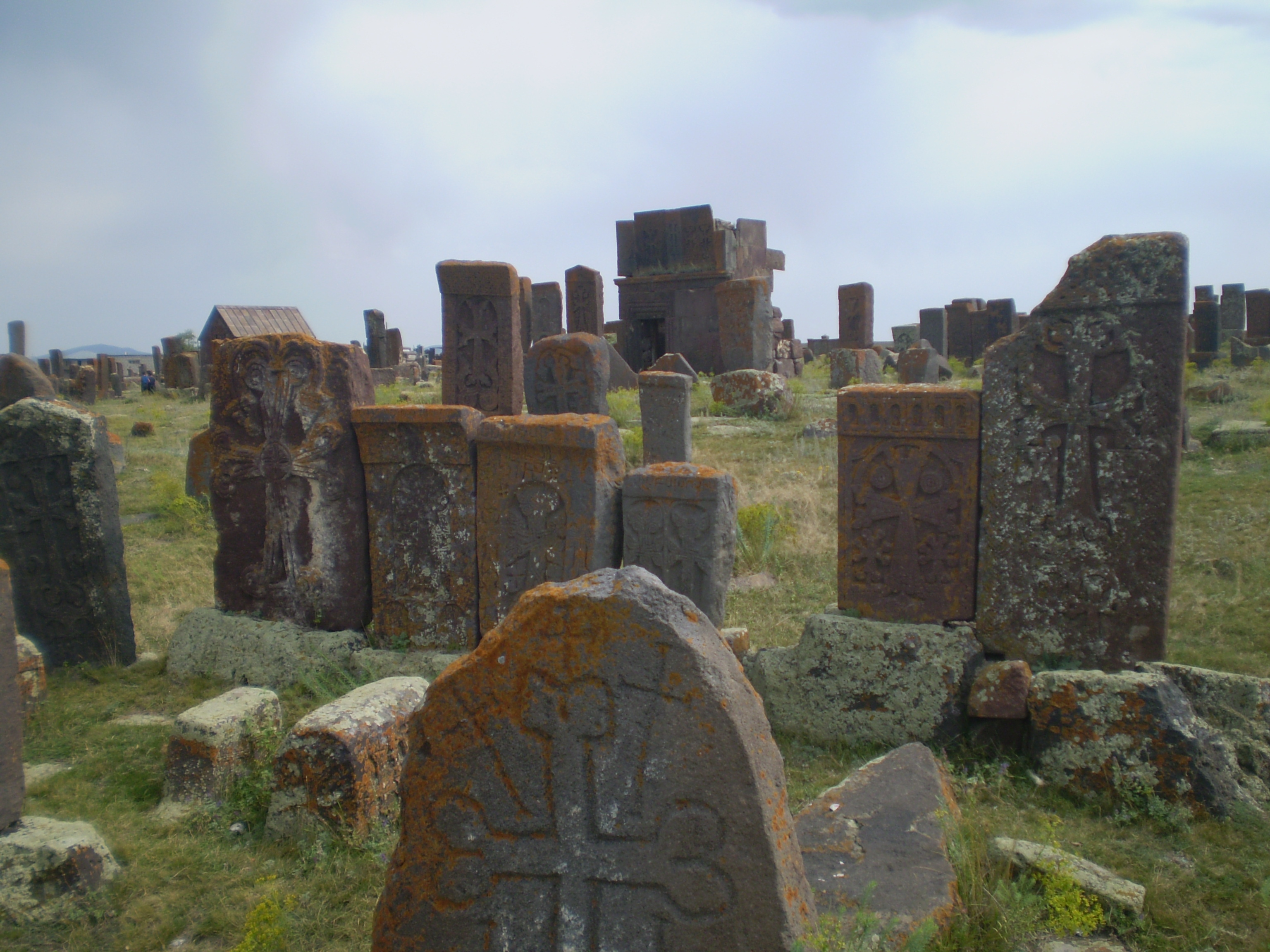

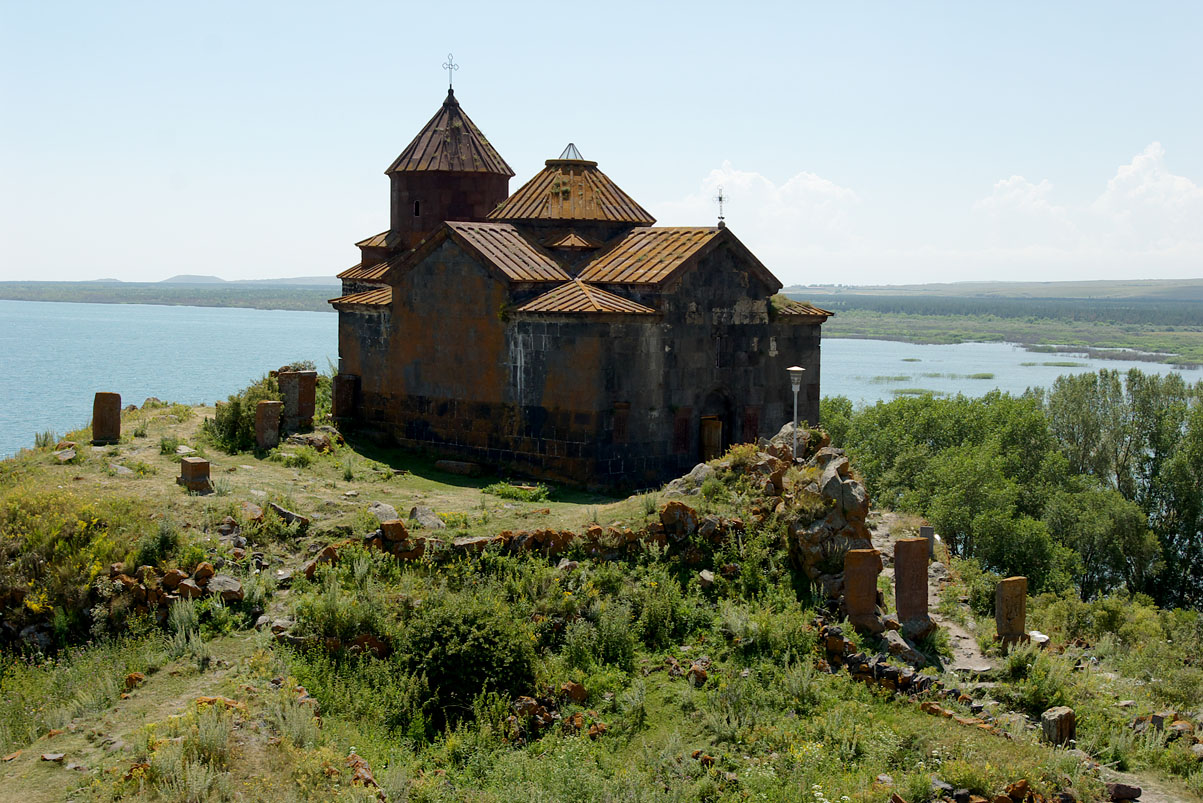

加瓦爾（亞美尼亞語： [ɡɑˈvɑr]）是亞美尼亞的城市，位於該國中部亞美尼亞高原，距離首府葉里溫98公里，由格加爾庫尼克州負責管轄，面積35平方公里，海拔高度2,000米，2009年人口25,700。

## 外部連結
- Gavar Video（页面存档备份，存于）
- Armeniapedia.org: Gavar（页面存档备份，存于）